# Fritz Meyer (Rechtsanwalt)
Fritz Meyer (* 2. Januar 1898 in Bayreuth; † 22. Januar 1980 ebenda) war ein deutscher Rechtsanwalt und Kommunalpolitiker.

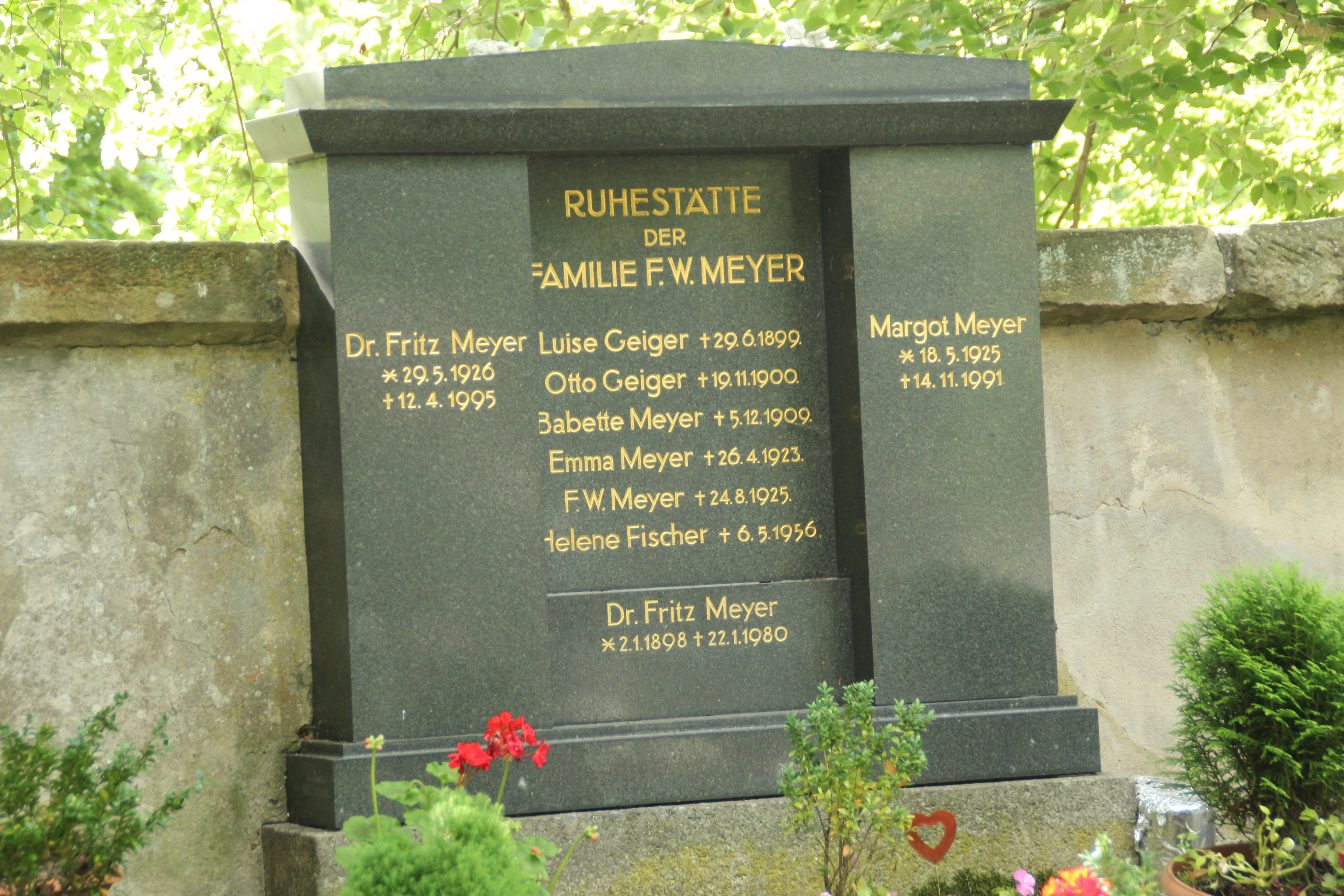
Fritz Meyers Grab auf dem Stadtfriedhof Bayreuth

## Werdegang
Meyer kam als Sohn des Kaufmanns Fritz Meyer zur Welt. Er studierte Rechtswissenschaften in München und Würzburg und promovierte zum Dr. jur. Ab 1924 war er mit einer eigenen Kanzlei in Bayreuth niedergelassen.
Nach der NS-Zeit wurde er in einem Entnazifizierungsverfahren von einer Spruchkammer als Mitläufer klassifiziert.
Meyer war Anfang der 1950er Jahre Gründer der freien Wählervereinigung Überparteiliche Freie Wählergruppe (ÜFW), aus der 1972 die Bayreuther Gemeinschaft (BG) hervorging. 20 Jahre lang war er Fraktionsvorsitzender der ÜFW im Bayreuther Stadtrat, auch war er Mitglied verschiedener Aufsichtsräte.

## Ehrungen
- 1968: Verdienstkreuz 1. Klasse der Bundesrepublik Deutschland
- 1972: Ehrenbürger von Bayreuth
- Benennung des Dr.-Fritz-Meyer-Weges in Bayreuth (Stadtteil Hohlmühle)